# Will de Havilland
Will Lee de Havilland (Huntingdon, Inglaterra; 8 de noviembre de 1994) es un futbolista inglés. Juega de defensa y su equipo actual es el Maidenhead United de la National League de Inglaterra.

## Carrera
Will de Havilland empezó jugando en el Millwall Football Club, donde fue cedido el Cambridge United Football Club y al Histon f.c en 2 ocasiones.
También jugó en el Bishop's Stortford F.C., el Sheffield Wednesday Football Club y en el Wycombe Wanderers Football Club, donde juega actualmente.

## Clubes
| Club                      | País       | Año           |
| ------------------------- | ---------- | ------------- |
| Millwall                  | Inglaterra | 2013-2014     |
| Cambridge City (cedido)   | Inglaterra | 2013-2014     |
| Histon (cedido)           | Inglaterra | 2014          |
| Bishop's Stortford        | Inglaterra | 2014          |
| Sheffield Wednesday       | Inglaterra | 2014-2016     |
| Wycombe Wanderers         | Inglaterra | 2016-2018     |
| Aldershot Town (cedido)   | Inglaterra | 2017          |
| Maidstone United (cedido) | Inglaterra | 2018          |
| Maidstone United          | Inglaterra | 2018 - 2019   |
| Dover Athletic            | Inglaterra | 2019-2021     |
| Maidenhead United         | Inglaterra | 2021-presente |